# The Synarchy of Molten Bones
The Synarchy of Molten Bones šesti je studijski album francuskog avangardnog black metal-sastava Deathspell Omega. Album je 8. studenog 2016. godine objavila diskografska kuća Norma Evangelium Diaboli. 

## Popis pjesama
| 1.    | »The Synarchy of Molten Bones«            | 6:58  |
| 2.    | »Famished for Breath«                     | 6:10  |
| 3.    | »Onward Where Most with Ravin I May Meet« | 10:12 |
| 4.    | »Internecine Iatrogenesis«                | 5:52  |
| 29:12 |                                           |       |

## Zasluge
Deathspell Omega
- Hasjarl – gitara
- Khaos – bas-gitara
- Mikko Aspa – vokali